# 佐里亞 (謝苗諾夫卡區)
52°11′51″N 32°49′20″E / 52.19750°N 32.82222°E
佐里亞（烏克蘭語：Зоря），是烏克蘭北部的村莊，隸屬切爾尼希夫州的諾夫霍羅德-錫韋爾斯基區。該村面積0.07平方公里，海拔高度157米，2001年人口13，人口密度每平方公里185.71人。